# Croton chlorocalyx
Croton chlorocalyx ist eine sehr seltene Art der Gattung Croton in der Familie Wolfsmilchgewächse. Sie ist bislang nur aus dem bangladeschischen Distrikt Sylhet in der Division Sylhet bekannt und wurde seit der Erstbeschreibung in der Mitte des 19. Jahrhunderts nicht wiedergefunden.

## Beschreibung
Croton chlorocalyx ist ein kleiner immergrüner Baum, dessen sehr junge Knospen eine behaarte, filzige Oberfläche haben. Ältere Triebe sind hingegen glatt. Die unbehaarten Blätter sind länglich bis eiförmig mit beidseitig jeweils 6 bis 14 dünnen Nerven und einem gezahnten Rand. Sie haben eine Länge von 9,5 bis 23 und eine Breite von zwei bis sechs Zentimeter, mit einem 0,3 bis zwei Zentimeter langen Blattstiel und einer zungenförmig auslaufenden schmalen Spitze. Die Blütenstände sind drei bis acht Zentimeter lang mit seitlichen Blüten. Die Blütezeit ist nicht bekannt. Ihre Blütenstiele sind vier bis fünf Millimeter lang. Die fünf behaarten Kelchblätter sind langgestreckt dreieckig, zwei bis vier Millimeter lang und etwa einen bis drei Millimeter breit. Die fünf Blütenblätter sind langgestreckt elliptisch oder spatelförmig mit einer Länge von zwei bis drei Millimeter und einer Breite von einem bis eineinhalb Millimeter. Die fünfzehn bis sechzehn Staubblätter sind drei bis dreieinhalb Millimeter lang und tragen langgestreckte Staubbeutel mit etwa 0,8 Millimeter Länge. Die weiblichen Blüten stehen an 1,5 bis zwei Millimeter langen Blütenstielen. Die fünf Kelchblätter sind von ovaler oder elliptischer Form mit gezahnten Rändern. Sie haben eine Länge von acht bis fünfzehn Millimeter und eine Breite von vier bis sieben Millimeter. Die fünf Blütenblätter sind fadenförmig. Der eiförmige Fruchtknoten hat drei Griffel mit 5 bis 6,5 Millimeter Länge. Die Früchte sind nicht bekannt.
Croton chlorocalyx steht innerhalb der Gattung ziemlich alleine und lässt sich von fast allen anderen Arten leicht durch die glatte Oberfläche aller Pflanzenteile – ausgenommen junge Knospen – unterscheiden. Auch die Struktur der Fruchtknoten ist für die Gattung außergewöhnlich.

## Verbreitung
Der Typenfundort von Croton chlorocalyx liegt im Distrikt Sylhet (24° 53′ 0″ N, 91° 52′ 0″ O) in der gleichnamigen Division im Nordosten von Bangladesch. Über das Habitat ist nichts bekannt.

## Gefährdung und Schutz
Croton chlorocalyx ist äußerst selten und konnte während des ganzen 20. Jahrhunderts nicht gefunden werden. Daher gilt sie als vom Aussterben bedroht (CR – Critically Endangered). Die wichtigste Maßnahme zum Schutz der Art ist das Wiederauffinden in der Natur, gefolgt von der Sicherung der Habitate und dem Gewinnen von Samen zur Nachzucht in botanischen Gärten.

## Systematik
Die Gattung Croton ist mit mehr als 1300 Arten fast in den gesamten Tropen verbreitet. Sie gehört zur Tribus Crotoneae in der Unterfamilie Crotonoideae innerhalb der Familie der Euphorbiaceae.

### Erstbeschreibung
Die Erstbeschreibung erfolgte 1865 durch den Schweizer Botaniker Johannes Müller Argoviensis im 34. Jahrgang der botanischen Zeitschrift Linnaea. Der von Nathaniel Wallich gesammelte Holotyp befindet sich in der botanischen Sammlung des Acharya Jagadish Chandra Bose Indian Botanic Garden, dem früheren National Botanical Garden of India in Haora bei Kolkata. Der Artname chlorocalyx leitet sich von dem altgriechischen Wort χλωρός chlōrós „hellgrün“ und „Calyx“ als Bezeichnung für den Blütenkelch ab.